# Alele
Pour les articles homonymes, voir Alele (homonymie).
Alele (Ālele en wallisien) est une localité française qui n'a pas le statut de commune mais le statut de village située sur l'île de Wallis, à Wallis-et-Futuna, dans le district de Hihifo.

## Géographie

### Îles et îlots
- Nukutapu

## Urbanisme

### Hameaux, lieux-dits et écarts
À Wallis, les villages sont divisés en plusieurs sections (des « classes », kalasi) qui se complètent ou se relaient dans toutes les entreprises collectives et pour l’organisation des cérémonies. Parmi ces kalasi se trouvent des zones résidentielles nommées api.

#### Kalasi
Gāmu'a, Ala, Kaleva et Malelapa.

#### Api
Agaelo, Alikitoitoi, Alofivai, Atulau, Ā'uli, Esipito, Eua, Fa’aliki, Faesua, Fakatamino, Falefisi, Falefau, Falehau, Falevaihi, Fugakolo, Fugasia, Galoto, Gamuli, Haila, Halalo, Halofi, Hauhevale, Kapē, Kikefu, Kulukave, Lalopua, Lalotava, Lalotoga, Lano, Laupuatokia, Loka, Lotomua, Makamaka, Maluatogotogo, Manahau, Mataotama, Moemopelu, Niuasi’i, Niufitu, Nukualofa, Otea, Papakila, Pelapela, Petelehemi, Po‘iva, Potomai, Siamani, Ta’agaatua, Tahiofa, Taugatua, Tefota, Tekateka, Tepako, Toketoke, Tuakoaga, Tui Malohi, Tunumei, Umulahe, Utua, Utuloa, Vaikaloa'a, Vakahi’atu et Vakaika.

## Histoire
Après la guerre du Molihina, la femme de Toafatavao (fils du chef Ma'ufehi Huluava), Koliui, une femme originaire de Tepa, s'enfuit et se réfugie dans le toafa au mont Luo où elle donne naissance à un garçon auquel elle donne le nom de Laupuatokia. Il est élevé et grandit à l’insu de tous. Il apparaît une première fois à Tepa, lors d’une pêche au grand filet, puis à Ha'atofo, à Mala'efo'ou et enfin à Fatufoa. C'est dans ce dernier village que Simuoko, fille de Alokuaulu, capture Laupuatokia et l'emmène à son père le Tui'Agalau, ennemi de Ma'ufehi Huluava et de Toafatavao. Toutefois, Simuoko épouse Laupuatokia et à partent à Alele. Ils ont trois fils et trois filles entre qui sont partagés les terrains, chacun donné à un couple de frère et de sœur. Leurs descendants sont à l'origine de la population d'Alele. Leur sépulture aurait été érigée par des Tongiens venus avec le Tuʻi Tonga Latunipulu. Un tapu est prononcé interdisant de porter des parures ou des colliers de fleurs lorsque l'on passe près de la sépulture.

## Politique et administration

### Liste des chefs de village (Ma'ufehi)
| Période                                  | Période     | Identité           | Étiquette | Qualité      |
| ---------------------------------------- | ----------- | ------------------ | --------- | ------------ |
| Les données manquantes sont à compléter. |             |                    |           |              |
| ?                                        | ?           | Silino Pilioko     |           |              |
| Les données manquantes sont à compléter. |             |                    |           |              |
| 2013                                     | 28 mai 2016 | Patelise Vaitanaki |           |              |
| 28 mai 2016                              | ?           | Ieleneo Automalo   |           |              |
| ?                                        | En cours    | Siolesio Van-Dac   |           | Entrepreneur |

## Population et société

### Démographie
En 2018, le village d'Alele compte 524 habitants.

## Culture locale et patrimoine

### Lieux et monuments
La chapelle de Lano est bénite par Louis Elloy en août 1877. En 1845, Pierre Bataillon met en place le séminaire de Lano. En 1886, dans cette chapelle, sont ordonnés les quatre premiers prêtres wallisiens et futuniens. Prenant la forme traditionnelle de la croix latine et réalisé dans une pierre volcanique devenue noirâtre avec les années, cet édifice comporte une façade plate et dépourvue de porche. À l'intérieur de la chapelle, des panneaux rampants revêtus de tapa de style géométrique noir et blanc dissimulent pannes et toitures. Pas très loin de la chapelle, se trouve le cimetière de Lano, construit en 1929.

### Personnalités liées à la commune
- Mikaele Tui (1956-2023), journaliste, chef coutumier et fonctionnaire, né à Alele.